# Индра Синха
Индра Синха (на английски: Indra Sinha) е британско-индийски журналист и писател на произведения в жанра драма и документалистика.

## Биография и творчество
Индра Синха е роден през 1950 г. в квартал Колаба, Мумбай, Махаращра, Индия, в семейстното на офицер от индийския флот и английската писателка Ирен Фар, пишеща под псевдонима Рани Синха. Учи в мъжкия интернат „Майо Колидж“ в Аджмер, Раджастан в Индия и в интерната „Оакъм“ в Рътланд в Англия. Израства заобиколен от книги и има възможността да познава много литературни личности, включително писателя Мулк Радж Ананд, който го насърчава да пише. Следва английска филология в „Пембрук Колидж“ на Кеймбриджкия университет.
След дипломирането си работи като рекламен копирайтър за „Ogilvy & Mather“ в Лондон, а от 1984 г. за „Collett Dickenson Pearce & Partners“. Става известен с рекламните си кампании за благотворителни организации като „Amnesty International“ и „Bhopal Medical Appeal“ и е избран за един от десетте най-добри британски копирайтъри на всички времена. През 1995 г. напуска работата си и се посвещава на писателската си кариера.
Първата му книга „The Love Teachings of Kama Sutra“ (Любовното учение на Кама Сутра) е издадена през 1983 г. Другите му документални книги включват преводи на древни санскритски текстове на английски, произхода на тантризма, и мемоари на поколението преди интернет в книгата „The Cybergypsies“ (Киберциганите).
Първият му роман „Сезонът на дъждовете“ е издаден през 2002 г. Той се основава на индийското съдебно дело от 1959 г. „Командир Нанавати срещу щат Махаращра“, където военноморският командир Нанавати убива плейбой индиец, който е любовник на съпругата му и отказва да се ожени за нея след евентуалния развод. Делото достига до канцеларията на министър-председателя Джавахарлал Неру и преобразява облика на съдебната система в Индия с премахването на съдебните заседатели.
Вторият му роман „Децата на Апокалипсиса“ е издаден през 2007 г. Той също е базиран на реално събитие – изтичането на смъртоносен газ в Бопал през 1984 г., една от най-страшните индустриални катастрофи в света. Романът разказва историята на 19-годишно момче, наричано Животно, което се ражда с гръбначно заболяване поради въздействието на газа. Води мизерно съществуване в градчето Кауфпур („кауф“ е дума на урду, означаваща „страх“), а съдбата му се преплита с борбата за справедливост и възмездие срещу компанията, отговорна за трагичните събития и млада американска лекарка, пристигнала в града да открие безплатна клиника. Романът е номиниран за наградата „Букър“ и е удостоен с наградата за писатели от Британската общност за региона Европа и Южна Азия за 2008 г.
През юли 2015 г. писателят е удостоен с почетната степен „доктор хонорис кауза“ по литература от Университета на Брайтън за „големия му принос към литературата и демонстриране на силата на думите в промяната на живота на хората“.
Индра Синха живее със семейството си в Лот в Югозападна Франция.

## Произведения

### Самостоятелни романи
- The Death of Mr. Love (2002)
Сезонът на дъждовете, изд.: ИК „Бард“, София (2003), прев. Емилия Масларова
- Animal's People (2007)
Децата на Апокалипсиса, изд.: ИК „Прозорец“, София (2011), прев. Петя Петкова

### Документалистика
- The Love Teachings of Kama Sutra: With Extracts from Koka Shastra, Anaga Ranga and Other Famous Indian Works on Love (1983)
- The Great Book of Tantra: Translations and Images from the Classic Indian Texts (1990)
- Tantra: The Search for Ecstasy (1993) – издадена и като „Tantra: The Cult of Ecstasy“
- The Cybergypsies (1999)